# Championnat de la ligue de snooker 2018
Le championnat de la ligue 2018 est un championnat de snooker professionnel non classé organisé en play-offs. Il regroupe 25 joueurs qui obtiennent leur place sur invitation. Le tenant du titre de la compétition est John Higgins. Il avait battu en finale le Gallois Ryan Day 3 à 0. Cette année, Higgins récidive aux dépens de Zhou Yuelong 3 à 2.
On peut aussi noter que deux 147 ont été réalisés : l'un par Martin Gould et l'autre par Luca Brecel. 

## Dotations
Répartition des prix :
Pour le groupe des vainqueurs :
- Vainqueur : 10 000 £
- Finaliste : 5 000 £
- Demi-finaliste : 3 000 £
- Manches gagnées (pendant la phase en groupe) : 200 £
- Manches gagnées (dans le play-offs) : 300 £
- Meilleur break : 1 000 £

Pour les groupes de 1 à 7 :
- Vainqueur : 3 000 £
- Finaliste : 2 000 £
- Demi-finale : 1 000 £
- Manches gagnées (pendant la phase en groupe) : 100 £
- Manches gagnées (dans le play-offs) : 300 £
- Meilleur break : 500 £

Dotation totale : 178 900 £

## Groupe 1
Ces rencontres se sont déroulées le 2 et 3 janvier 2018.

### Matchs
| - Kyren Wilson 3–1 Stephen Maguire - Ryan Day 1–3 Zhou Yuelong - Anthony Hamilton 3–1 Kyren Wilson - Mark King 2–3 Michael Holt - Stephen Maguire 3–1 Ryan Day - Zhou Yuelong 3–2 Mark King - Kyren Wilson 1–3 Ryan Day | - Michael Holt 1–3 Anthony Hamilton - Stephen Maguire 3–2 Zhou Yuelong - Mark King 3–2 Anthony Hamilton - Michael Holt 1–3 Zhou Yuelong - Ryan Day 3–1 Anthony Hamilton - Kyren Wilson 3–1 Michael Holt - Stephen Maguire 3–2 Mark King | - Ryan Day 1–3 Michael Holt - Zhou Yuelong 3–0 Anthony Hamilton - Kyren Wilson 0–3 Mark King - Stephen Maguire 0–3 Anthony Hamilton - Ryan Day 3–2 Mark King - Stephen Maguire 3–1 Michael Holt - Kyren Wilson 3–0 Zhou Yuelong |

### Tableau
| Pos. | Joueur           | J | G | P | Mp | Mc | D  |                                               |
| ---- | ---------------- | - | - | - | -- | -- | -- | --------------------------------------------- |
| 1    | Stephen Maguire  | 6 | 4 | 2 | 15 | 12 | +3 | Qualification pour les play-offs du groupe 1. |
| 2    | Zhou Yuelong     | 6 | 4 | 2 | 14 | 10 | +4 | Qualification pour les play-offs du groupe 1. |
| 3    | Ryan Day         | 6 | 3 | 3 | 12 | 13 | -1 | Qualification pour les play-offs du groupe 1. |
| 4    | Anthony Hamilton | 6 | 3 | 3 | 12 | 13 | -1 | Qualification pour les play-offs du groupe 1. |
| 5    | Kyren Wilson     | 6 | 3 | 3 | 11 | 11 | 0  | Qualification pour le groupe 2.               |
| 6    | Mark King        | 6 | 2 | 4 | 14 | 14 | 0  | Élimination de la compétition.                |
| 7    | Michael Holt     | 6 | 2 | 4 | 10 | 15 | -5 | Élimination de la compétition.                |

### Play-Offs
|  | Demi-finales au meilleur des 5 manches | Demi-finales au meilleur des 5 manches |   |  | Finale au meilleur des 5 manches | Finale au meilleur des 5 manches |  |
|  |                                        |                                        |   |  |                                  |                                  |  |
|  | Stephen Maguire                        | 2                                      |   |  |                                  |                                  |  |
|  | Anthony Hamilton                       | 3                                      |   |  |                                  |                                  |  |
|  |                                        |                                        |   |  | Anthony Hamilton                 | 2                                |  |
|  |                                        | Zhou Yuelong                           | 3 |  |                                  |                                  |  |
|  | Zhou Yuelong                           | 3                                      |   |  |                                  |                                  |  |
|  | Ryan Day                               | 2                                      |   |  |                                  |                                  |  |

## Groupe 2
Ces rencontres se sont déroulées du 4 au 5 janvier 2018.

### Matchs
| - Mark Selby 3–1* Neil Robertson - Barry Hawkins 3–2 Kyren Wilson - Stephen Maguire 1–3 Mark Selby - Ryan Day 3–0 Anthony Hamilton - Neil Robertson 3–2* Barry Hawkins - Kyren Wilson 1–3 Ryan Day - Anthony Hamilton 3–0 Stephen Maguire | - Mark Selby 2–3 Barry Hawkins - Neil Robertson 3–2* Kyren Wilson - Ryan Day 1–3 Stephen Maguire - Anthony Hamilton 1–3 Kyren Wilson - Barry Hawkins 3–0 Stephen Maguire - Mark Selby 2–3 Anthony Hamilton - Neil Robertson 3–0* Ryan Day | - Barry Hawkins 3–1 Anthony Hamilton - Kyren Wilson 3–0 Stephen Maguire - Mark Selby 2–3 Ryan Day - Neil Robertson 2–3* Stephen Maguire - Barry Hawkins 3–1 Ryan Day - Neil Robertson w/d–w/o* Anthony Hamilton - Mark Selby 3–0 Kyren Wilson |